# 자기쌍대
자기쌍대(self-dual)란 쌍대다면체가 자기 자신인 것을 말한다. 대표적인 예는 정사면체(슐레플리 기호는 {3, 3}이다)를 포함한 각뿔과 정사각형 타일링(슐레플리 기호는 {4, 4} 이다) 이 그렇다. 자기쌍대가 되는 조건은 꼭짓점이 구성되는 (정다각형의 꼭짓점의 수와 정다각형이 모인 개수가 같으면 된다. 이에 따르지 않으면 서로 다른 다면체가 나오게 된다. 4차원의 경우 슐레플리 기호가 서로 거꾸로 나오면 쌍대이므로 대칭이어야 자기쌍대이다. 즉 정오포체의 한 포가 {3, 3, 3}이라는 것은 한 꼭짓점에 정삼각형 3개가 모인 정사면체가 3개 있다는 것이다. 정이십사포체도 슐레플리 기호가 {3, 4, 3}이어서 서로 대칭이기 때문에 마찬가지. 만약 {4, 3, 4}로 나왔다면 한 꼭짓점에 정사각형 3개가 모인 정육면체 4개가 모인 것이므로 테셀레이션이다. 왜냐하면 정육면체의 이면각이 90°이기 때문이다. 또한, 정육면체를 닮은 다포체의 벌집도 자기쌍대이다. 그리고 다각형 중에서도 자기쌍대가 존재한다. 모든 삼각형, 모든 정다각형, 모든 평행사변형은 닮음관계의 자기자신이 쌍대인 다각형이다. 다만 자기쌍대이더라도 변의 개수가 같은 정다각형이나 직각이등변삼각형, 꼭짓점 배치가 같은 모든 정다면체/반정다면체 및 (반)정다각형 테셀레이션이 아닌 경우에는 자기쌍대이더라도 항상 닮음이 되는 것은 아니다.

정육면체와 정팔면체는 서로 쌍대이다. 그래서 서로 둘러쌀 수 있다.

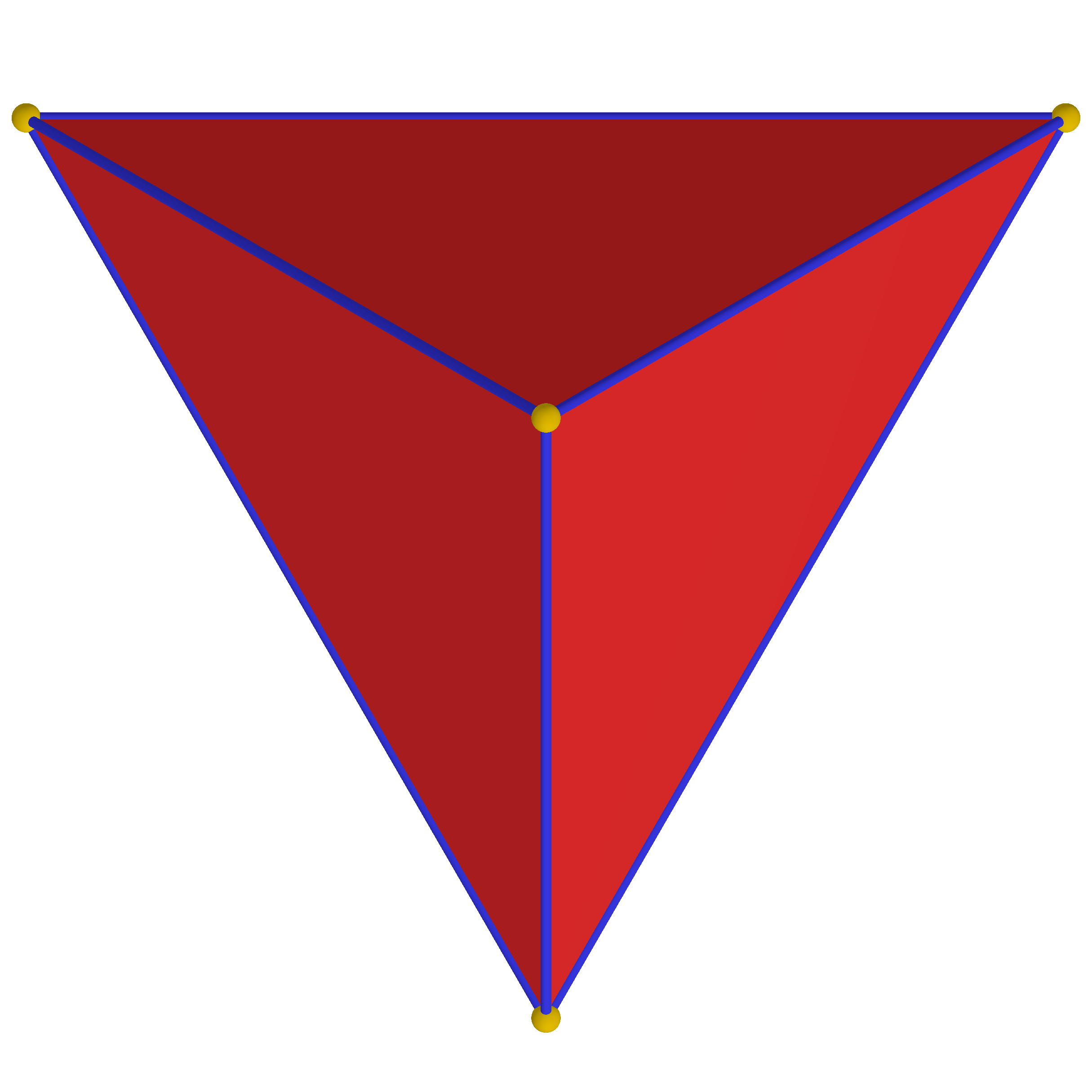
정사면체를 포함한 각뿔과 정사각형 타일링이 있다.